# جيلي روبيو
جيلي روبيو (بالإسبانية: Guille Rubio)‏ مواليد 14 أكتوبر 1982 في برشلونة، هو لاعب كرة سلة إسباني بدأ مسيرته الاحترافية في سنة 2000. يبلغ طوله 6 قدم 8 بوصة (2.0 م).

## فرق لعب لها
- باسكت مانريسا
- بالونكيستو مالقا
- نادي إشبيلية لكرة السلة
- سان سباستيان غيبوثكوا بي سي
- سي بي إستوديانتس

## روابط خارجية
- جيلي روبيو على موقع الاتحاد الدولي لكرة السلة (الإنجليزية)
- جيلي روبيو على موقع الدوري الإسباني لكرة السلة (الإسبانية)
- جيلي روبيو على موقع كرة السلة الأوروبية.كوم (الإنجليزية)
- جيلي روبيو على موقع ريلجم (الإنجليزية)
- جيلي روبيو على موقع بروبوليرز (الإنجليزية)
- جيلي روبيو على موقع سبورتس رفرنس (الإنجليزية)